# دیک لایچ
ریچارد جوزف لایچ (به انگلیسی: Richard Joseph Leitsch) (زاده ۱۱ مه ۱۹۳۵ - درگذشت ۲۲ ژوئن ۲۰۱۸)، همچنین به عنوان ریچارد والنتاین لایچ و بیشتر دیک لایچ شناخته می‌شود، یک فعال حقوق ال‌جی‌بی‌تی آمریکایی بود. وی در دهه 1960 رئیس گروه حقوق همجنسگرایان انجمن ماتاچین بود.

## زندگی و حرفه

### اوایل زندگی
ریچارد جوزف لایچ در ۱۱ مه ۱۹۳۵، در لوئیزویل ، کنتاکی به عنوان پسر جوزف لایچ، که دارای یک تجارت عمده دخانیات بود، متولد شد.ریچارد، معروف به دیک، سه خواهر و برادر کوچکتر داشت. لایچ از کودکی تحت تأثیر فیلم‌ها و پخش‌های زنده رادیویی مستقر در نیویورک علاقه داشت که در نیویورک زندگی کند.

## زندگی شخصی و مرگ

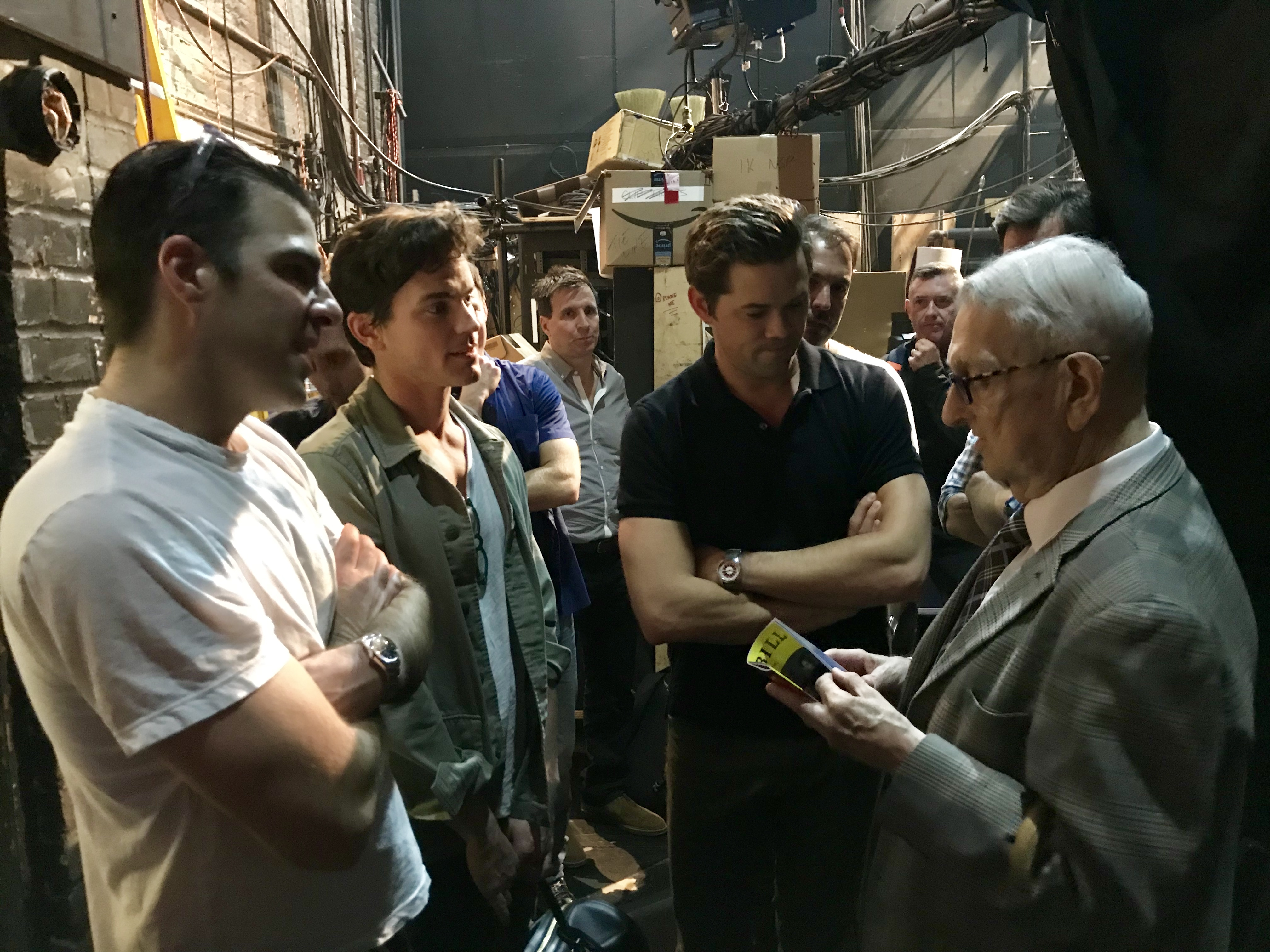
دیک لایچ در پشت صحنه با زکاری کوئینتو، مت بومر و اندرو رانلز در حین تولید پسران گروه (The Boys in the Band). بازیگران می خواستند با دیک لیچ ملاقات کرده و صحبت کنند تا در مورد فعالیت های حقوق همجنس گرایان او بشنوند.

شریک زندگی لایچ، تیموتی اسکوفیلد بود. آنها ۱۷ سال با هم بودند. تا اینکه اسکوفیلد در سال ۱۹۸۹ بر اثر ابتلا به ایدز درگذشت.
در آوریل ۲۰۱۸، پس از تشخیص سرطان، لایچ مقالات شخصی خود و همچنین تعداد زیادی از مقالات ماتاچین را به کتابخانه عمومی نیویورک اهدا کرد.
لایچ در ۲۲ ژوئن ۲۰۱۸ بر اثر سرطان کبد در منهتن درگذشت.

## میراث
فصل ۴ قسمت ۱۰ پادکست «ساخت تاریخ گی» دربارهٔ لایچ است، و یک قسمت جایزه از آن پادکست دربارهٔ و به یاد لایچ است.